# Khouloum
Khouloum är ett departement i Mali.   Det ligger i kretsen Kayes Cercle och regionen Kayes, i den västra delen av landet, 400 km nordväst om huvudstaden Bamako.